# Нечаев, Лев Викторович
Лев Викторович Нечаев (29 сентября 1892, Санкт-Петербург — 30 декабря 1976) — советский военачальник, генерал-майор артиллерии (10 ноября 1942), участник Гражданской и Великой Отечественной войн.

## Биография
2 марта 1923 года вступил в Рабоче-крестьянскую Красную армию.В 1925 году окончил Военную академию РККА им. М. В. Фрунзе. Во время Гражданской войны, в рядах красноармейцев, служил на Восточном и Южном фронтах.
Во время Великой Отечественной войны с 22 июня 1941- август 1941 служил на Северо-Западном и Северном фронтах. С июля 1940 года занимал должность начальника Каунасского бригадного района ПВО. 4 мая 1942 года был назначен заместителем командующего Бакинской армией ПВО.
С 16 марта 1963 в отставке.

## Награды
- Орден Ленина (21 февраля 1945);
- 2 Ордена Красного Знамени (3 ноября 1944, 24 июня 1948);
- Орден Отечественной войны II степени (18 ноября 1944);
- Орден Красной Звезды (18 мая 1943)
- Медаль «За победу над Германией в Великой Отечественной войне 1941—1945 гг.» (9 мая 1945)
- Медаль «За оборону Ленинграда» (22 декабря 1942)[1]
- Медаль «За оборону Кавказа» (1 мая 1944).